# Giovanni Alberto Ristori
Giovanni Alberto Ristori (* 1692 möglicherweise in Bologna; † 7. Februar 1753 in Dresden) war ein italienischer Komponist, Organist und Kapellmeister des Spätbarock.

## Leben
Giovanni Alberto Ristori war der Sohn des italienischen Schauspielers Tomaso Ristori und kam mit diesem an den sächsischen Hof, als dieser dort als Leiter der italienischen Schauspielertruppe eine Anstellung fand. Giovanni Alberto Ristori galt als geschickter Komponist, Klavier- und Orgelspieler und wurde 1717 beim italienischen Hofschauspiel als „Compositeur“ angestellt. Zugleich war er Leiter der „polnischen Capelle“, die 1717 hauptsächlich zu dem Zweck gegründet wurde, den König statt der königlich-kurfürstlichen Kapelle nach Polen zu begleiten. 1733 erhielt Ristori die Stelle des Kammerorganisten, 1746 die des Kirchenkomponisten und 1750 wurde er unter Johann Adolph Hasse zum Vizekapellmeister ernannt.

## Werk
Die königliche Musikaliensammlung in Dresden war im Besitz einer großen Anzahl seiner Werke, darunter elf vollständige Messen, drei Messen ohne Credo, fünf Glorias (vier davon doppelchörig), 21 Motetten, drei Requiems, zwanzig Psalmvertonungen und drei Oratorien. Ristori schuf außerdem 19 Bühnenwerke, 16 Kantaten, mehrere Arien, Instrumentalkonzerte und ein Lehrwerk Esercizi per l’Accompagnamento. Am meisten Beachtung verdienen seine komischen Opern, die im nördlichen Deutschland zu den frühesten Schöpfungen der Opera buffa zu rechnen sind, namentlich Calandro (1726) und Un pazzo ne fà cento, ovvero Don Chisciotte (1727) sowie Le Fate (1736).